# No Logo. Люди против брендов
«No Logo. Люди против брендов» (англ. No Logo. Taking Aim at the Brand Bullies) — книга канадской журналистки Наоми Кляйн. Впервые опубликована Knopf Canada и Picador в декабре 1999 года.

## Структура
Книга состоит из четырёх частей:
- «Без пространства» (No Space) — о давлении маркетинга на культуру и образование.
- «Без выбора» (No Choice) — о сужении спектра культурных альтернатив.
- «Без рабочих мест» (No Jobs) — о рынке труда.
- «Без брендов» (No Logo) — об альтернативах власти транснациональных корпораций.

## Награды
Книга удостоилась следующих наград:
- National Business Book Award, 2001[2];

- French Prix Médiations, 2001[3].

В 2000 году No Logo попала в список номинантов на премию Guardian First Book.